# Alicia Bridges
Alicia Bridges (Lawndale, Carolina do Norte, 15 de Julho de 1953) é uma cantora americana do estilo disco. O seu grande sucesso foi "I love the nightlife", em 1978. Ainda nos finais dos anos 70 lançou mais duas canções, "Diamond in the rough" e "Broken Woman", que tiveram um sucesso razoável.
Seguiram-se dois álbuns: "Play it as it lays", em 1979, e "Hocus Pocus", em 1984. Mas a era disco estava no fim, a década de oitenta estava a começar e com ela surgiriam novos estilos de dance music e, por esse motivo, os álbuns não tiveram sucesso. Apesar disso, Alicia Bridges não caiu totalmente no esquecimento, já que vinte anos mais tarde um grupo de música eletrónica (India & the Nuyorican Soul) fez uma nova versão de "I love the nightlife".